# Karel Bubla (odbojář)
Karel Bubla (29. srpna 1908 nebo 25. srpna 1906 Proboštov – 9. listopadu 1944 Dolní Bečva) byl český komunistický funkcionář a protinacistický odbojář popravený nacisty.

## Život
Zdroje uvádějí dvě různá data narození Karla Bubly. Po vojenské službě se usadil v Žamberku. Za manželku si vzal Alžbětu Křehkou, dceru žambereckého krejčího, se kterou měl dceru Miroslavu.
Byl členem KSČ a v roce 1932 vedl stávkový výbor dělníků, kteří pracovali na regulaci řeky Divoké Orlice. V roce 1935 vedl delegaci tzv. „hladového pochodu“, která v Žamberku vyjednávala s okresními úřady.

### Zapojení do odboje a smrt
Do podzimu 1944 spolupracoval s odbojem ilegálně; byl zapojen do materiální pomoci partyzánům. V říjnu 1944 přešli spolu s Jánem Jurčou (1919-1944, též ze Žamberka) a Václavem Zaňkou (1911-1944, postřelen, zemřel ve Zlíně) protektorátní hranice se Slovenskem, kde chtěli pomoci Slovenskému národnímu povstání. Měli se se připojit k partyzánskému oddílu Jana Žižky, k setkání ale nedošlo. Při zpětném přechodu do Protektorátu byl byli Karel Bubla 9. listopadu 1944 spolu s Viktorem Kollandou, Jánem Jurčou a Štěpánem Králíčkem německou pohraniční policií zadrženi.
Dne 3. 11. 1944 podepsal protektorátní státní ministr Karl Hermann Frank rozkaz, podle kterého „...Jako odstrašující prostředek pro bandity v pohraničním území je třeba ihned zavést u většího počtu obyvatelstva v pohraničním území chycených banditů, jejich podporovatelů nebo osob narušujících pracovní povinnost, u nichž se předpokládá, že se chtějí připojit k banditům, bezodkladné zvláštní řízení a v místech nebo okolí, kde se banditské případy vyskytují, bandity veřejně pověsit. Popravení zůstanou 48 hodin na šibenici a budou po příslušném oznámení střežení českým četnictvem, aby se zabránilo za všech okolností jejich odříznutí...“
Na základě tohoto rozkazu byli štkp. Viktor Kollanda, Karel Bubla, Ján Jurčo a Štěpán Králík z Bratčic u Brna dne 9. listopadu 1944 v Dolní Bečvě na školním hřišti, před zraky školních dětí, veřejně oběšeni. Obdobné odstrašující popravy se konaly i v dalších místech.

## Posmrtná připomínka a vyznamenání

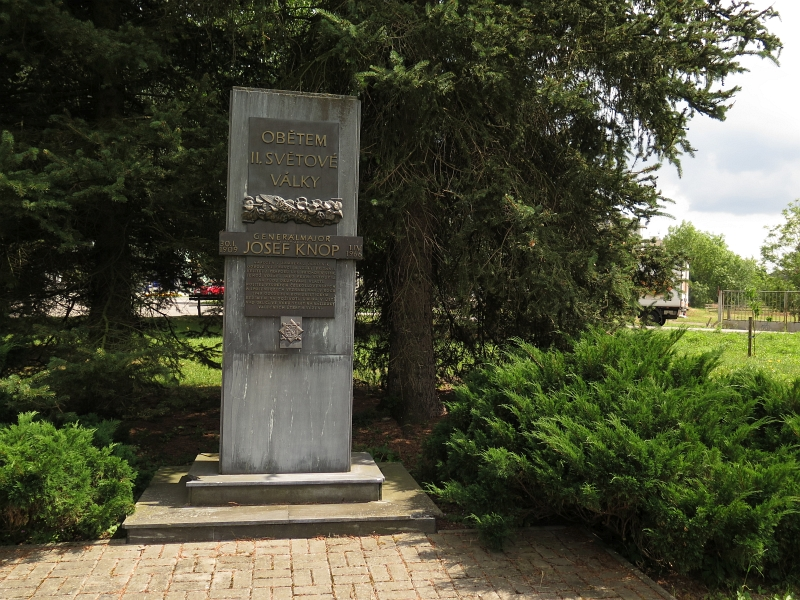
Žamberk, pomník obětem 2. sv. války, kterým byl nahrazen pomník Karla Bubly

- Jméno Karla Bubly je uvedeno na pomníku obětí nacismu v rodném Proboštově.[8]
- V Dolní Bečvě je jeho jméno uvedeno na památníku spolu se jmény ostatních popravených[9]
- Byl in memoriam vyznamenán Československým vojenským řádem Za svobodu I. stupně (Zlatá hvězda)
- V Žamberku po Karlu Bublovi pojmenovali náměstí, na které v roce 1958 postavili pomník Karla Bubly.

### Odstranění připomínky
V roce 1992 bylo Bublovo náměstí Žamberku přejmenováno na náměstí generála Knopa a v roce 2005 provedena rekonstrukce památníku, spočívající v nahrazení pamětní desky Karla Bubly za desku generála Knopa. K 18. září 2015 byla na žádost města Žamberka pomníku zrušena památková ochrana.